# Ryley Barnes
Ryley Brendan Barnes (ur. 11 października 1993 w Edmonton) – kanadyjski siatkarz, grający na pozycji przyjmującego, reprezentant Kanady. 

## Przebieg kariery
| 2011–2016                 | University of Alberta |
| 2016–2017                 | Tours VB              |
| 2017–2018                 | Ural Ufa              |
| 2018–2020 (od 18.12.2018) | Kioene Padwa          |
| 2022 (od 27.01.2022)      | PAOK Saloniki         |
| 2022–                     | Tourcoing LM          |

## Sukcesy klubowe
Canada West Mens Volleyball:
- 2014, 2015
- 2012, 2013, 2016

U Sports Championship:
- 2014, 2015
- 2016

Puchar CEV:
- 2017[3]

Puchar Grecji:
- 2022[4]

## Sukcesy reprezentacyjne
Mistrzostwa Ameryki Północnej, Środkowej i Karaibów Juniorów:
- 2012

Puchar Panamerykański:
- 2016

Liga Światowa:
- 2017[5]